# Плотниково (селище, Промишленнівський округ)
Пло́тниково (рос. Плотниково) — селище у складі Промишленнівського округу Кемеровської області, Росія.

## Населення
Населення — 5190 осіб (2010; 5110 у 2002).
Національний склад (станом на 2002 рік):
- росіяни — 91 %